# Alien Storm
Alien Storm (Japans: エイリアンストーム) is een computerspel van het genre beat 'em up dat werd ontwikkeld en uitgegeven door Sega. Het spel kwam in mei 1990 uit als arcadespel. Een jaar later volgde release voor diverse homecomputer. In 2007 werd een versie voor Wii en in 2010 voor Microsoft Windows uitgegeven. De speler moet de aarde beschermen met zijn alienbusters, genaamd Karla, Gordon en Scooter. Elke alien heeft zijn eigen unieke eigenschappen. Het spel bevat zes levels en elk level heeft een eindbaas. Het spel op de Sega Mega Drive heeft acht levels. Het spel kan met een of meerdere spelers tegelijkertijd gespeeld worden.

## Platforms
| Jaar | Platform                                                                                     |
| ---- | -------------------------------------------------------------------------------------------- |
| 1990 | Arcade                                                                                       |
| 1991 | Amiga, Amstrad CPC, Atari ST, Commodore 64, SEGA Master System, Sega Mega Drive, ZX Spectrum |
| 2007 | Virtual Console (Wii)                                                                        |
| 2010 | Windows                                                                                      |

## Ontvangst
| Beoordeeld door                 | Platform           | Datum           | Score |
| ------------------------------- | ------------------ | --------------- | ----- |
| Computer and Video Games (CVG)  | Sega Mega Drive    | september 1991  | 78%   |
| Your Sinclair                   | ZX Spectrum        | oktober 1991    | 75%   |
| Power Play                      | Sega Mega Drive    | oktober 1991    | 73%   |
| Sega-16.com                     | Sega Mega Drive    | 19 januari 2006 | 70%   |
| Electronic Gaming Monthly (EGM) | Sega Mega Drive    | augustus 1991   | 70%   |
| Defunct Games                   | Sega Mega Drive    | 4 juni 2012     | 67%   |
| IGN                             | Wii                | 22 januari 2008 | 65%   |
| Power Play                      | Amiga              | december 1991   | 44%   |
| HonestGamers                    | Sega Mega Drive    | 2004            | 40%   |
| ASM (Aktueller Software Markt)  | SEGA Master System | januari 1992    | 17%   |